# Normandy Park (Washington)
Normandy Park je grad u američkoj saveznoj državi Washington. Prema popisu stanovništva iz 2010. u njemu je živjelo 6.335 stanovnika.